# Jaera plagiaria
Jaera plagiaria är en fjärilsart som beskrevs av Grose-smith 1902. Jaera plagiaria ingår i släktet Jaera och familjen juvelvingar. Inga underarter finns listade i Catalogue of Life.